# Ghiacciaio Neny
Il ghiacciaio Neny (in inglese Neny Glacier) è un ghiacciaio situato sulla costa di Fallières, nella parte sud-occidentale della Terra di Graham, in Antartide. Il ghiacciaio, il cui punto più alto si trova a circa 584 m s.l.m., fluisce verso nord-ovest a partire dal versante sud-occidentale dell'altopiano Emimonto fino ad entrare nella parte settentrionale del fiordo di Neny, sulla costa occidentale della Penisola Antartica. Questa formazione, assieme al ghiacciaio Gibbs, che fluisce verso sud-est, occupa una depressione trasversale alla Penisola Antartica che va dal ghiaccio pedemontano Mercatore, sulla costa orientale, al fiordo di Neny, sulla costa occidentale.

## Storia
Il ghiacciaio Neny fu fotografato per la prima volta durante una ricognizione aerea effettuata dal Programma Antartico degli Stati Uniti d'America, 1939-41, i membri del quale, utilizzandolo poi spesso come percorso per le proprie slitte, iniziarono a chiamarlo così in associazione con il vicino fiordo di Neny.